# Journal of Phytogeography and Taxonomy
 Journal of Phytogeography and Taxonomy (abreviado J. Phytogeogr. Taxon.) es una revista ilustrada con descripciones botánicas que es editada en Ishikawa. Se publica desde el año 1979, (desde el número 27), con el nombre de Journal of Phytogeography and Taxonomy. [Shokubutsu Chiri Bunrui Kenkyu.] Ishikawa. Fue precedida por Journal of Geobotany.